# Egidio Luigi Lanzo
Egidio Luigi Lanzo OFMCap (* 21. Juni 1885 in Caraglio; † 29. Januar 1973 in Saluzzo) war ein italienischer römisch-katholischer Kapuziner und Bischof.

## Leben
Egidio Luigi Lanzo wurde 1885 in Caraglio geboren.
1901 wurde er in das Noviziatskloster in Racconigi aufgenommen. Im Jahr darauf nahm er den Ordensnamen Egidio an. Im Anschluss studiert er Philosophie und Theologie. Kardinal Agostino Richelmy, Erzbischof von Turin, weihte ihn am 18. September 1909 zum Priester des Kapuzinerordens. Er kam in das Kloster Sacro Monte in Turin, wo er sein Theologie- und Pastoralstudium abschloss und gleichzeitig als Sekretär des Provinzials der Ordensprovinz Piemont, Angelico da None, diente. 1911 ging er in die Mission nach Eritrea. Er landete am 8. Dezember 1911 mit fünf lombardischen Mitbrüdern in Massaua. Nach seiner Rückkehr nach Italien wurde er Prosekretär der Missionen in Rom und am 24. Juni 1923 Gemeindepfarrer der Kirche Madonna di Campagna in Turin.
Papst Pius XII. ernannte ihn am 9. August 1940 zum Titularbischof von Tiberias und Weihbischof im suburbikarischen Bistum Sabina e Poggio Mirteto. Kardinal Maurilio Fossati O.Ss.G.C.N., Erzbischof von Turin, weihte ihn am 22. September 1940 in seiner bisherigen Pfarrei Santa Madonna di Campagna zum Bischof. Mitkonsekratoren waren Celestino Annibale Cattaneo OFMCap, vormaliger Apostolischer Vikar von Eritrea, und Joseph Gjonali, vormaliger Bischof von Sapa in Albanien.
Er war tief betroffen über die Nachricht vom Tod seines Nachfolgers in der Pfarrei Madonna di Campagna in Turin sowie von vier weiteren Kapuzinerbrüdern, die unter den Trümmern der Pfarrkirche umgekommen waren, die nach dem Bombenangriff vom 9. Dezember 1941 dem Erdboden gleichgemacht worden war.
Am 22. Januar 1943 ernannte der Papst ihn zum Bischof von Saluzzo und am 18. April 1943 wurde er inthronisiert. Er nahm an der ersten und der vierten Sitzungsperioden des Zweiten Vatikanischen Konzils als Konzilsvater teil.
Er spendete 299 Priesterweihen (128 Diözesanpriestern, 72 Kapuzinerpatres, 36 Salesianerpriestern, 40 Servitenpatres, 10 Doktrinarierpatres, 12 Missionaren des Heiligen Vinzenz und einen Pater der Franziskaner).
Am 7. Januar 1967 stellte Papst Paul VI. ihm mit Guido Tonetti einen Apostolischer Administrator zur Seite. Am 19. Juni 1969 wurde Antonio Fustella zum Apostolischen Administrator von Saluzzo sede plena, des damals 84-jährigen Bischofs Egidio Luigi Lanzo, ernannt. Dieser war zuvor Bischof von Todi und danach Rektor des Päpstlichen Lombardischen Priesterseminar und Titularbischof von Sebana. Am 13. September 1969 trat er seinen Dienst in Saluzzo an. Am 22. Mai 1973, vier Monate nach dem Tod von Lanzo, ernannte Papst Paul VI. Fustella zum Bischof von Saluzzo.